# Severný Bodícky kanál
Severný Bodícky kanál este o arie protejată (arie specială de conservare — SAC, sit de importanță comunitară — SCI) din Slovacia întinsă pe o suprafață de 24,13 ha, integral pe uscat.

## Localizare
Centrul sitului Severný Bodícky kanál este situat la coordonatele 47°54′27″N 17°29′57″E / 47.9075°N 17.499167°E.

## Înființare
Situl Severný Bodícky kanál a fost declarat sit de importanță comunitară în aprilie 2004 pentru a proteja 1 specie de plante și 10 specii de animale. Situl a fost protejat și ca arie specială de conservare în martie 2004.

## Biodiversitate
Situată în ecoregiunea panonică, aria protejată conține 2 habitate naturale: Fânețe de joasă altitudine (Alopecurus pratensis, Sanguisorba officinalis), Lacuri eutrofice naturale cu vegetație de tip Magnopotamion sau Hydrocharition.
La baza desemnării sitului se află mai multe specii protejate:
- plante (1): Apium repens
- mamifere (1): Microtus oeconomus mehelyi
- pești (9): avat (Aspius aspius), zvârluga (Cobitis taenia), zglăvoacă (Cottus gobio), Gymnocephalus baloni, răspăr (Gymnocephalus schraetzer), țipar (Misgurnus fossilis), Rutilus pigus, fusar (Zingel streber), pietrar (Zingel zingel)

Pe lângă speciile protejate, pe teritoriul sitului au mai fost identificate 1 specie de plante, 1 specie de amfibieni.